# Jurovo
Jurovo falu Horvátországban, a Károlyváros megyében. Közigazgatásilag  Žakanjéhoz tartozik.

## Fekvése
Károlyvárostól 24 km-re, községközpontjától 3 km-re északnyugatra a Kulpa bal partján a szlovén határ mellett fekszik.

## Története
Jurovo a község egyik legősibb települése, mely a 17. században épített Zrínyi-kastély körül alakult ki. A 18. és 19. században e vidék legjelentősebb településének számított. A kastélynak a maga korában rendkívül szép környezete volt halastóval és 225 hektáros mintagazdasággal. Maga a kastély a Zrínyiek után a Benić, a Modrušan és a Vranyczany családok birtoka volt. A 19. században sok híres ember megfordult itt, így vendége volt Janko Drašković, Bogoslav Šulek, Ljudevit Gaj és Ivan Mažuranić is. A kastélyt 1956-ban bontották le, ma csak alapjai látszanak. 
1857-ben 90, 1910-ben 103 lakosa volt. A trianoni békeszerződésig Zágráb vármegye Károlyvárosi járásához tartozott. Tűzoltóegyletét 1951-ben alapították. 2011-ben 84-en lakták.

## Lakosság
| Lakosság változása | Lakosság változása | Lakosság változása | Lakosság változása | Lakosság változása | Lakosság változása | Lakosság változása | Lakosság változása | Lakosság változása | Lakosság változása | Lakosság változása | Lakosság változása | Lakosság változása | Lakosság változása | Lakosság változása | Lakosság változása |
| ------------------ | ------------------ | ------------------ | ------------------ | ------------------ | ------------------ | ------------------ | ------------------ | ------------------ | ------------------ | ------------------ | ------------------ | ------------------ | ------------------ | ------------------ | ------------------ |
| 1857               | 1869               | 1880               | 1890               | 1900               | 1910               | 1921               | 1931               | 1948               | 1953               | 1961               | 1971               | 1981               | 1991               | 2001               | 2011               |
| 90                 | 132                | 119                | 128                | 134                | 103                | 127                | 127                | 126                | 127                | 116                | 130                | 105                | 139                | 91                 | 84                 |

## Nevezetességei
- Egykori híres kastélyának ma csak alapjai látszanak.
- A helyiek a Kulpa partján strandot alakítottak ki.